# 2-нітротолуен
2-нітротолцен (орто-нітротолуен) — нітросполука з формулою {\displaystyle {\ce {C6H4CH3NO2}}}, один з трьох ізомерів нітротолуену.

## Фізичні властивості
За стандарних умов і кімнатної температури 2-нітролуен є жовтою рідиною з ароматичним запахом. Погано розчинний у воді, проте розчинний у більшості органічних розчинників. У твердому стані має дві форми.

## Отримання
2-нітротолуен отримують нітруванням толуену в присутності сульфатної кислоти за температури 25—40°С. При цьому утворюється суміш 2-, 3-, та 4-нітротолуену, яку розділяють дистиляцією:
{\displaystyle {\ce {C6H5CH3 + HNO3->[H_2SO_4]C6H4CH3NO2 + H2O}}}

## Хімічні властивості

### Окиснення
При окисненні утворюється 2-нітробензальегід (при реакції з манган діоксидом у розведеній сульфатній кислоті) або 2-нітробензойна кислота (при реакції з манган діоксидом у концентрованій сульфатній кислоті, з перманганатом калію, з дихроматом калію або з нітратною кислотою). Реакція з перманганатом калію:
{\displaystyle {\ce {C6H4NO2CH3 + 2KMnO4 -> C6H4NO2COOK + 2MnO2 + H2O + KOH}}}

### Відновлення
При відновлненні залізним порошком у розчині гідроксиду натрію утворюється 2-азокситолуен і 2-азотолуен:
{\displaystyle {\ce {C6H4CH3-NO2 + NO2-C6H4CH3 ->[Fe, OH-] C6H4CH3-N=N-C6H4CH3}}}
Відновлення цинковим порошком в алкогольному розчині гідроксду натрію дає 2-гідразитолуен:
{\displaystyle {\ce {C6H4CH3-NO2 + NO2-C6H4CH3 ->[Zn, OH^-]C6H4-NH-NH-C6H4CH3}}}
Якщо застосовувати цинковий порошок і аміак у розчині етанолу та води, утворюється 2-толілгідроксиламін:
{\displaystyle {\ce {C6H4CH3-NO2 ->[Zn, NH_3]C6H4CH3-NHOH}}}
Повне відновлення до 2-толуїдину відбувається при реакції з гідрогеном у присутності каталізатора або з залізом у кислоті:
{\displaystyle {\ce {C6H4CH3NO2 + 3H2 -> C6H4CH3NH2 + 2H2O}}}

### Утворення антранілової кислоти
У киплячому розчині гідроксиду натрію 2-нітроолуен ізомеризується, утворюючи антранілову кислоту:
{\displaystyle {\ce {C6H4NO2CH3 ->[NaOH]C6H4NH2COOH}}}
Але вихід реакції замалий, тому вона не використовується у промисловості.

### Реакції електрофільного заміщення
При хлоруванні в присутності заліза утворюється суміш 4-хлоро-2-нітротолуену та 6-хлоро-2-нітротолуену:
{\displaystyle {\ce {C6H4NO2CH3 + Cl2-> C6H3ClNO2CH3 + HCl}}}
Аналогічно відбувається нітрування, при якому утворюється суміш 2,4-динітротолуену та 2,6-динітротолуену.
Реагує з формальдегідом, утворюючи динітродитолілметан:
{\displaystyle {\ce {2C6H4NH2CH3 + H2CO->[H_2SO_4](C6H3NH2CH3)2CH2 + H2O}}}

## Використання
При відновленні 2-нітротолуену або його похідних (наприклад, 6-хлоро-2-нітротолуену чи 4-сульфо-2-нітротолуену) утворюється 2-толуїдин/його похідні (наприклад, 6-хлоро-2-амінонтолуен), які використовується для отримання азобарвників.

## Токсинчість
Можливо, викликає метгемоглобінемію (такі результати було показано лише у дослідженнях на котах). Є канцерогеном.